# 東方勞工
東方勞工（Ostarbeiter）是一個納粹德國術語，指第二次世界大戰期間在德國的中歐及東歐佔領區被迫進行強制勞動的外國工人。據Pavel Polian的資料，超過半數的東方勞工來自前蘇聯地區（大多是烏克蘭），其次是波蘭女工，接近30%。估計東方勞工的總數約有300萬至500萬人。東方勞工也經常是強姦的受害者，且生活條件極為惡劣。戰後東方勞工在蘇聯受到排斥，被送到古拉格接受再教育。美國政府在1945年10月宣布禁止遣返東方勞工，一些東方勞工移民美國以及其他非共產國家。